# قلعه‌نو (جغتای)
قلعه نو، روستایی است از توابع بخش هلالی و در شهرستان جغتای استان خراسان رضوی ایران.روستای قلعه نو از شرق به روستاهای آزادوار و حاجی آباد و شهرستان جغتای و از غرب به روستای شفیع آباد و صادق آباد و شهرستان جاجرم مشرف میباشد.این روستا غربی ترین منطقه خراسان رضوی و هم جوار با استانهای خراسان شمالی و سمنان می‌باشد .
فرهنگ و آداب و رسوم مردم این روستا به دلیل وجود کرمانج‌ها و سالها زندگی در کنار آنها و همجواری آن با خراسان شمالی،کمی نزدیک به آداب و رسوم خراسان شمالی است.
به گفته قدیمی های این روستا,شاید یکی از دلایل انتخاب اسم این روستا وجود قلعه‌ای با چهار برج«معروف به چهاربرجه» باشد، بخش داخلی این برج تخریب شده و فقط بخش هایی از اون باقی مانده است.
.نویسنده:دکتر سید محمدرضا قلعه نوی

## جمعیت
این روستا در دهستان پایین جوین قرار داشته و بر اساس سرشماری سال ۱۳۹۵ جمعیت ۱۵۵۶ نفر (۴۲۵ خانوار)
بوده‌است.